# (28203) 1998 XL48
1998 أكس أل 48 (ويعرف أيضًا باسم (28203) 1998 أكس أل 48 وفق تسمية الكوكب الصغير) (بالإنجليزية: 1998 XL48)‏ هو كويكب ضمن حزام الكويكبات؛ وترتيبه 28203 من حيث الاكتشاف.
اكتُشف هذا الجُرم الفلكي بواسطة بحث لنكولن عن الكويكبات القريبة من الأرض في 14 ديسمبر 1998.

## وصلات خارجية
- (28203) 1998 XL48 في قاعدة بيانات مختبر الدفع النفاث لأجرام النظام الشمسي الصغيرة

- الاكتشاف · مخطط المدار ·  العناصر المدارية · المعلمات المادية

- (28203) 1998 XL48 على موقع ويكي سكاي: DSS2, SDSS, GALEX, IRAS, Hydrogen α, X-Ray, Astrophoto, Sky Map, Articles and images